# Scharfrichterhaus (Weimar)

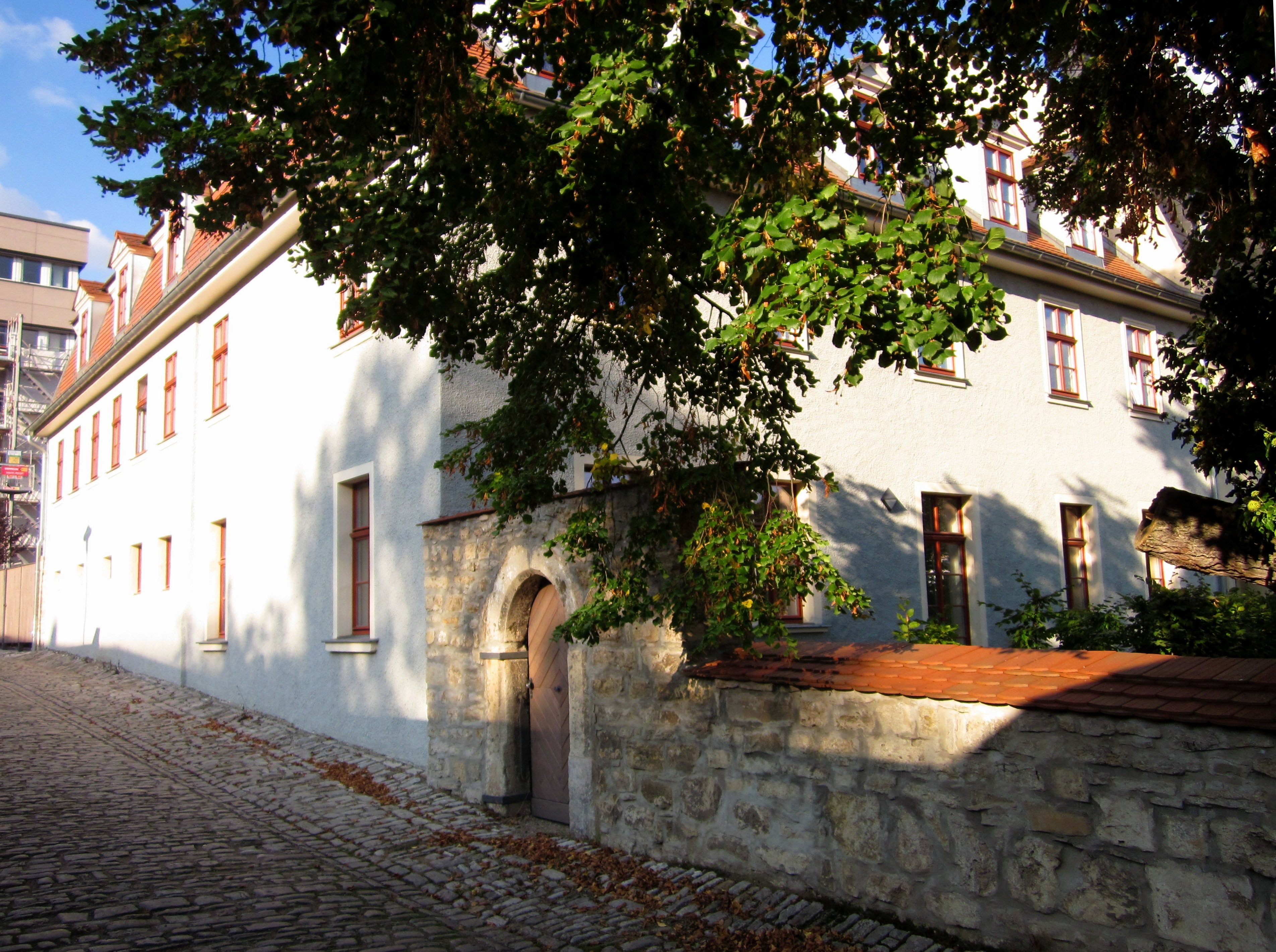
Weimar, Wagnergasse 36

Das Scharfrichterhaus oder die Scharfrichterei in Weimar befindet sich in der Wagnergasse 36 (früher Wagnergasse 28) in der Jakobsvorstadt. Das mit über 300 Jahren älteste erhaltene Gebäude der Straße wurde aufwändig saniert. Ehemals wurde es als Meisterei bezeichnet.
Das in der Barockzeit entstandene rechtwinklige Haus war nie Richtstätte, sondern diente dem Scharfrichter und seiner Familie als Wohnhaus, womit das im Stadtmuseum Weimar befindliche Richtschwert nicht das einzige Relikt des blutigen Berufsstandes in Weimar der Frühen Neuzeit ist. Einer der Bewohner war Christian Daniel Wittich.
An das eigentliche zweigeschossige Haus mit Mansarddach schließt sich ein ummauertes Grundstück an, durch dessen Portal der Zugang führt. Während das Haus verputzt ist, blieb die Hofmauer mit sichtbaren Bruchsteinen/Kalksteinen belassen. Heute ist hier ein Ärztehaus untergebracht.